# 打水灣碼頭
打水灣碼頭（英語：Ta Shui Wan Ferry Pier）為一個位於香港新界大嶼山陰澳打水灣的公眾碼頭，經已拆除。該碼頭於興建香港迪士尼樂園竹篙灣基礎工程及欣澳站需要填海時消失。
該碼頭以往位置在港鐵欣澳站旁邊停車場附近的涼亭及行人隧道。